# Friedrich Ludwig Emil Diels
Friedrich Ludwig Emil Diels (Hamburgo, 24 de septiembre de 1874 - Berlín, 30 de noviembre de 1945) fue un botánico y geobotánico alemán.
Diels fue hijo de un helenista especializado en filosofía presocrática, Hermann Alexander Diels.
De 1900 a 1902 viajó con Ernst Pritzel, por Sudáfrica, Java, Australia y Nueva Zelanda. Poco antes de la Primera Guerra Mundial, va a Nueva Guinea.
En la década de 1930 trabaja en Ecuador. Especialmente sus colecciones de plantas de Australia y de Ecuador, con numerosos holotipos, enriquecieron el conocimiento de esas floras. Su monografía de las Droseraceae de 1906, aún es un estándar valioso.
La mayoría de sus colecciones se guardaban en el famoso Jardín Botánico de Berlín-Dahlem, de donde fue vicedirector desde 1913, retomando su dirección de 1921 a 1945; y fueron destruidas por un bombardeo en 1943.

## Algunas publicaciones
- Con Heinrich Gustav Adolf Engler (1844-1930), Hans Stubbe (1902-1989) & Kurt Noack (1888-1963). Das Pflanzenreich : Regni vegetabilis conspectus. Engelmann, Stuttgart, Harrassowitz, Wiesbaden
- Verlagskatalog von Gebrüder Bornträger in Berlin. A. W. Hayn's Erben, Berlín, 1902
- Naturdenkmalpflege und wissenschaftliche Botanik. Borntraeger, Berlín, 1914
- Die Algen-Vegetation der Südtiroler Dolomitriffe. Ein Beitrag zur Ökologie der Lithophyten. Berichte der Deutschen Botanischen Gesellschaft 32:502–526 1914
- Vegetationstypen vom untersten Kongo. Fischer, Jena, 1915
- Ersatzstoffe aus dem Pflanzenreich : Ein Hilfsbuch z. Erkennen u. Verwerten d. heimischen Pflanzen f. Zwecke d. Ernährung u. Industrie in Kriegs- u. Friedenszeiten. Schweizerbart, Stuttgart 1918
- Pflanzengeographie. Göschen & Leipzig & Berlín, 1918, reeditado por W. de Gruyter & Co., Berlín, 1929, y por Gruyter, Berlín, 1945, enrichecido por Wilhelm Fritz Mattick (1901-1984) en 1958
- Die natürlichen Pflanzenfamilien nebst ihren Gattungen und wichtigsten Arten, insbesondere den Nutzpflanzen. Berlín, 1930
- Con Ernst Georg Pritzel, Südwest-Australien. Fischer, Jena, 1933
- Avec Ernst Georg Pritzel, Wälder in Nordost-Queensland. Fischer, Jena, 1934
- Die Flora Australiens und Wegeners Verschiebungs-Theorie (de Gruyter, Berlín, 1934).
- Avec Heinrich Gustav Adolf Engler (1844-1930) Syllabus der Pflanzenfamilien : Eine Übersicht über d. gesamte Pflanzensystem mit bes. Berücks. d. Medizinal- u. Nutzpflanzen nebst e. Übersicht über d. Florenreiche u. Florengebiete d. Erde zum Gebr. bei Vorlesungen u. Studien über spezielle u. med.-pharmazeut. Botanik. Borntraeger, Berlín, 1936
- Beiträge zur Kenntnis der Vegetation und Flora von Ecuador. E. Schweizerbart, Stuttgart, 1937
- Über die Ausstrahlungen des holarktischen Florenreiches an seinem Südrande. 1942

## Honores

### Epónimos

#### Géneros
- (Annonaceae) Dielsiothamnus R.E.Fr.[1]
- (Brassicaceae) Dielsiocharis O.E.Schulz[2]
- (Campanulaceae) Dielsantha E.Wimm.[3]
- (Lamiaceae) Dielsia Kudo[4]
- (Poaceae) Dielsiochloa Pilg.[5]
- (Restionaceae) Dielsia Gilg ex Diels & E.Pritz.[6]

#### Especies(más de 200 registrosIPNI)
- (Acanthaceae) Aphelandra dielsii Mildbr. in Diels[7]
- (Aceraceae) Acer dielsii H.Lév.[8]
- (Annonaceae) Mitrella dielsii J.Sinclair[9]
- (Anthericaceae) Anthericum dielsii Poelln.[10]
- (Apiaceae) Angelica dielsii H.Boissieu[11]

- La abreviatura «Diels» se emplea para indicar a Friedrich Ludwig Emil Diels como autoridad en la descripción y clasificación científica de los vegetales.[12]